# 아를 왕국
부르군트 제2왕국(독일어: Burgund Zweites Königreich 부르군트 츠바이테스 쾨니히라이히[*])은 중세 초기 부르군트 제1왕국이 있던 자리에 생긴 상부르군트·하부르군트 왕국이 933년 루돌푸스 2세의 대에 왕위가 합쳐져 성립된 왕국이다. 부르군트인의 나라였던 부르군트 제1왕국과 달리 부르군트 제2왕국은 프랑크인의 나라였다. 수도를 아를에 두었기에 아를 왕국(프랑스어: Royaume d’Arles 루아욤 다를레[*], 독일어: Königreich Arelat 쾨니그라이흐 아렐라트[*])이라고도 한다.
그 강역은 남으로는 지중해, 북으로는 라인강 상류로 오늘날의 프랑스 남동부와 이탈리아 북서부, 스위스 서부의 접경지에 해당한다. 1032년까지 독립 왕국으로 존재했으나 그 뒤 신성로마황제에게 왕위가 돌아가 신성로마제국 초기 4대 왕국(독일, 이탈리아, 보헤미아, 부르군트) 중 하나가 되었다.